# Thị trưởng Chính phủ Nhân dân thành phố Thượng Hải
Thị trưởng Chính phủ Nhân dân thành phố Thượng Hải (Tiếng Trung Quốc: 上海市人民政府市长, Bính âm Hán ngữ: Shàng Hǎi shì Rénmín Zhèngfǔ Shì zhǎng, Từ Hán - Việt: Thượng Hải thị Nhân dân Chính phủ Thị trưởng) được bầu cử bởi Đại hội Đại biểu Nhân dân thành phố Thượng Hải, lãnh đạo bởi thành viên của Đảng Cộng sản Trung Quốc. Cán bộ, công chức lãnh đạo, là Thị trưởng Chính phủ Nhân dân thành phố Thượng Hải có cấp bậc Chính Tỉnh - Chính Bộ, hàm Bộ trưởng, thường là Ủy viên Ủy ban Trung ương Đảng Cộng sản Trung Quốc các khóa, chức vụ tên gọi khác của Tỉnh trưởng Chính phủ Nhân dân. Thị trưởng Chính phủ Nhân dân thành phố là lãnh đạo thứ hai của thành phố, đứng sau Bí thư Thành ủy. Thị trưởng Chính phủ Nhân dân thành phố Thượng Hải đồng thời là Phó Bí thư Thành ủy thành phố Thượng Hải.
Trong lịch sử Cộng hòa Nhân dân Trung Hoa, chức vụ Thị trưởng Chính phủ Nhân dân thành phố Thượng Hải có các tên gọi là Thị trưởng Chính phủ Nhân dân thành phố Thượng Hải (1949 - 1955), Thị trưởng Ủy ban Nhân dân thành phố Thượng Hải (1955 - 1967), Chủ nhiệm Ủy ban Cách mạng thành phố Thượng Hải (1968 - 1979), và Thị trưởng Chính phủ Nhân dân thành phố Thượng Hải (1979 đến nay). Tất cả các tên gọi này dù khác nhau nhưng cùng có ý nghĩa là Thủ trưởng Hành chính Thượng Hải, tương ứng với Tỉnh trưởng Chính phủ Nhân dân.
Thị trưởng Chính phủ Nhân dân thành phố Thượng Hải hiện tại là Cung Chính.

## Lịch sử

### Các Thị trưởng Thượng Hải

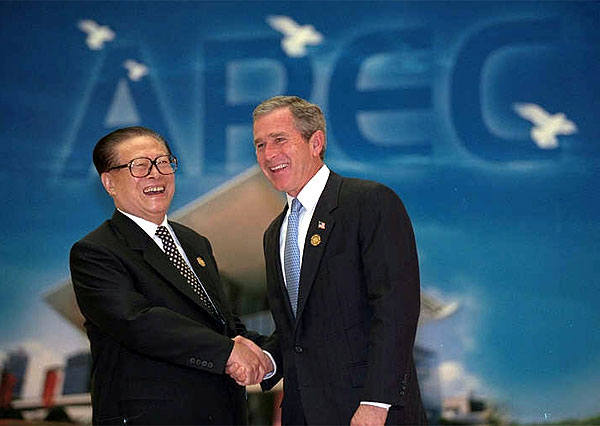
Lãnh đạo Quốc gia Tối cao Giang Trạch Dân và Tổng thống Hoa Kỳ George W. Bush.

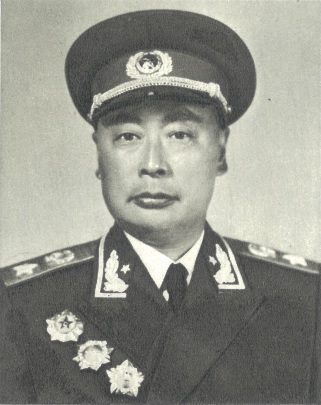
Nguyên soái Trần Nghị (1901 – 1972), Lãnh đạo cấp Phó Quốc gia.

Ngày 27 tháng 5 năm 1949, Giải phóng quân nắm quyền kiểm soát Thượng Hải, thành phố trở thành Trực hạt thị cùng với Bắc Kinh và Thiên Tân. Cùng tháng, Chính phủ Nhân dân thành phố Thượng Hải được thành lập. Thủ trưởng là Trần Nghị, Thị trưởng Thượng Hải đầu tiên. Trần Nghị (陈毅. 1901 – 1972) quản lý Thượng Hải suốt giai đoạn 1949 – 1958, trong đó chuyển tên sang Thị trưởng Ủy ban Nhân dân thành phố Thượng Hải (1955 – 1958). Ông được phong Nguyên soái Thập Đại năm 1955, về sau là Ủy viên Bộ Chính trị khóa VIII, Phó Tổng lý Quốc vụ viện, Phó Chủ tịch Quân ủy Trung ương, Bộ trưởng Ngoại giao, Bí thư Thượng Hải. Ông là Lãnh đạo cấp Phó Quốc gia, qua đời khi đang công tác chức vụ Phó Tổng lý kiêm Bộ trưởng Ngoại giao. Trong những năm đầu, nền kinh tế Thượng Hải đã được khôi phục lại từ năm 1949 đến 1952, sản lượng nông nghiệp và công nghiệp của thành phố tăng lần lượt 51,5% và 94,2%. Có 20 quận nội thành và 10 vùng ngoại ô vào thời điểm đó.

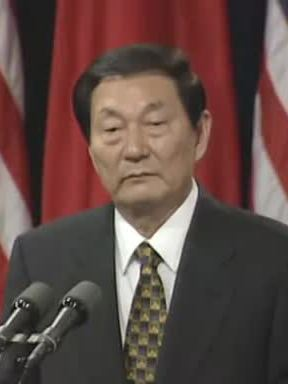
Chu Dung Cơ (1928), Lãnh đạo Quốc gia, Tổng lý Quốc vụ viện.

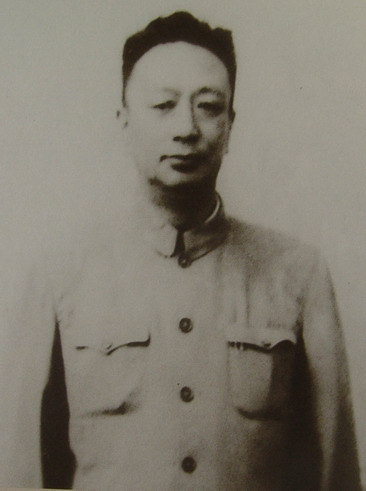
Kha Khánh Thi (1902 – 1965), Lãnh đạo cấp Phó Quốc gia.

Giai đoạn 1958 – 1965, Thị trưởng Ủy ban Nhân dân thành phố Thượng Hải là Kha Khánh Thi, kiêm nhiệm Bí thư Thượng Hải. Kha Khánh Thi (柯庆施. 1902 – 1965) là người lãnh đạo Thượng Hải trong thời kỳ Đại nhảy vọt. Trước và sau Đại nhảy vọt, ông đã quá tích cực trong các vấn đề như chính sách nông nghiệp, chính sách công nghiệp và công cộng, đóng vai trò bảo đảm lương thực người dân, giúp Thượng Hải không sụt giảm nghiêm trọng kinh tế. Khi hầu hết các vùng toàn quốc chịu nhiều thiệt hại nghiêm trọng, Thượng Hải là nơi ít tổn thất. Là khu công nghiệp của Trung Quốc với hầu hết các công nhân công nghiệp lành nghề, Thượng Hải đã trở thành một trung tâm cho chủ nghĩa cánh tả cực đoan trong những năm 1950 và 1960. Thượng Hải cũng được xem là căn cứ của Giang Thanh cùng Tứ nhân bang. Trong những năm này, Trương Văn Thiên phân tích và phê phán Đại nhảy vọt, và nhận đổ lỗi từ Kha Khánh Thi, người còn đánh giá cao Trương Xuân Kiều. Kha Khánh Thi là Ủy viên Bộ Chính trị khóa VIII, Phó Tổng lý Quốc vụ viện, Lãnh đạo cấp Phó Quốc gia. Năm 1965, khi đang công tác ở Thành Đô, ông qua đời đột ngột. Tào Địch Thu (曹荻秋. 1909 – 1976) là người được bổ nhiệm kế vị Kha Khánh Thi. Tào Địch Thu là Thị trưởng Thượng Hải giai đoạn 1965 – 1967, trước đó từng là Thị trưởng Trùng Khánh, một thành phố còn thuộc Tứ Xuyên.

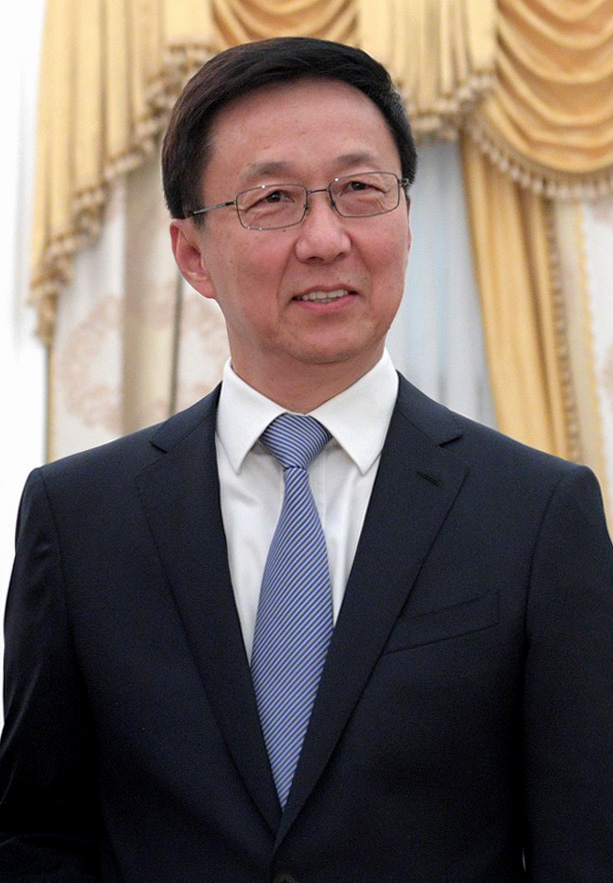
Hàn Chính (1954), Lãnh đạo Quốc gia, Phó Tổng lý thứ nhất.

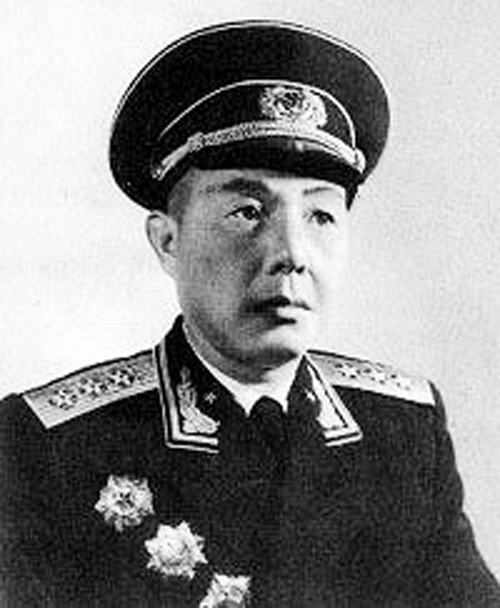
Thượng tướng Tô Chấn Hoa (1912 – 1979), Lãnh đạo cấp Phó Quốc gia.

Năm 1966, Đại Cách mạng Văn hóa bùng nổ, Ủy ban Nhân dân thành phố Thượng Hải mất kiểm soát. Đến tháng 2 năm 1967, Ủy ban Công xã tạm thời thành phố Thượng Hải được thành lập, thủ trưởng là Trương Xuân Kiều đóng vai trò xử lý. Cùng năm, Ủy ban Nhân dân thành phố giải thể, Ủy ban Cách mạng thành phố được thành lập. Chủ nhiệm tiếp tục là Trương Xuân Kiều. Trương Xuân Kiều (张春桥. 1917 – 2005) kiêm nhiệm Bí thư Thượng Hải lãnh đạo Thượng Hải giai đoạn 1967 – 1976, suốt cuộc cách mạng. Trong cuộc Đại Cách mạng Văn hóa (1966 – 1976), xã hội Thượng Hải đã bị tổn hại nặng nề, với 310.000 người bị kết án sai trái, hơn một triệu người có liên quan. Khoảng 11.500 người đã bị bức hại một cách bất công. Tuy nhiên, ngay cả trong thời kỳ hỗn loạn nhất của cuộc cách mạng, Thượng Hải vẫn duy trì sản xuất kinh tế với tốc độ tăng trưởng hàng năm tích cực. Trương Xuân Kiều là Ủy viên Ban Thường vụ khóa X (1973 – 1976), Phó Tổng lý Quốc vụ viện, Phó Tổ trưởng Tiểu tổ Cách mạng văn hóa, Thường vụ Quân ủy. Ông là một trong Tứ nhân bang, Lãnh đạo Quốc gia vị trí thứ tám (1973 – 1976), là một trong Tứ nhân bang, lãnh đạo của Đại Cách mạng Văn hóa vô sản. Năm 1976, ông bị thanh trừng, giam lỏng cho đến khi qua đời.
Tại Thượng Hải, kế nhiệm Trương Xuân Kiều làm Chủ nhiệm Ủy ban Cách mạng kiêm nhiệm Bí thư Thượng Hải là Tô Chấn Hoa (1976 – 1979) và Bành Xung (1979). Tô Chấn Hoa (苏振华. 1912 – 1979) là Thượng tướng, Ủy viên Bộ Chính trị khóa X, XI, Chính ủy Hải quân, Thường vụ Quân ủy. Ông là một Lãnh đạo cấp Phó Quốc gia. Tô Chấn Hoa là người chỉ huy Hải quân, nhiều lần tổ chức các đợt thử nghiệm. Năm 1978, khi đang là Thị trưởng Thượng Hải kiêm Chính ủy Hải quân, một vụ việc xảy ra ở biển Hoa Đông khi hạm đội khu trục tai nạn. Đặng Tiểu Bình đã chỉ trích công tác của ông. Tô Chấn Hoa không hài lòng và tới thủ đô gặp Hoa Quốc Phong, Lãnh đạo tối cao đương nhiệm và nhận được lời ủng hộ, để ông cầm được quân đội, trở thành vấn đề mang tính đối đầu với Đặng Tiểu Bình. Sau đó Đặng Tiểu Bình cùng các đồng sự là Nguyên soái Diệp Kiếm Anh, Đại tướng Tư lệnh Hải quân Tiêu Kính Quang, Đại tướng Tham mưu trưởng Giải phóng quân La Thụy Khanh, dưới lãnh đạo của Đặng Tiểu Bình đã ngăn cản tiến trình của Tô Chấn Hoa. Trong cùng năm, Hoa Quốc Phong hạ vị, Đặng Tiểu Bình trở thành Lãnh đạo Tối cao. Vào tháng 1 năm 1979, Tô Chấn Hoa đột ngột qua đời vì vỡ màng tim. Kế nhiệm ông ở Thượng Hải là Bành Xung. Bành Xung (彭冲. 1915 – 2010) là Ủy viên Bộ Chính trị khóa XI, Bí thư Ban Bí thư Trung ương Đảng, Phó Ủy viên trưởng Nhân Đại, Lãnh đạo cấp Phó Quốc gia.
Cuối năm 1979, Ủy ban Cách mạng thành phố Thượng Hải được giải thể, Chính phủ Nhân dân thành phố Thượng Hải tái lập cho đến ngày nay. Bành Xung tiếp tục được bổ nhiệm làm Thị trưởng Thượng Hải (1919 – 1980) và Uông Đạo Hàm (汪道涵. 1915 – 2005) giai đoạn 1981 – 1985. Các Thị trưởng từ đó cho đến 2020 là Giang Trạch Dân (1985 – 1988), Chu Dung Cơ (1988 – 1991), Hoàng Cúc (1991 – 1995), Từ Khuông Địch (1995 – 2001), Trần Lương Vũ (2002 – 2003), Hàn Chính (2003 – 2012), Dương Hùng (2012 – 2017) và Ứng Dũng (2017 – nay). Kể từ năm 1949, Thượng Hải đã đóng góp tương đối nặng nề về ngân sách nhà nước cho Trung ương. Năm 1983, đóng góp ngân sách trung ương của thành phố lớn hơn đầu tư nhận được trong 33 năm (1950 – 1983) cộng lại làm cho phúc lợi của người dân Thượng Hải khó khăn, hạ sút tốc độ phát triển cơ sở hạ tầng và vốn đầu tư của Thượng Hải. Tầm quan trọng của thành phố đối với tài chính kinh tế trung ương cũng khiến Thượng Hải khó khăn trong tự do hóa kinh tế bắt đầu vào năm 1978. Cuối năm 1990, Đặng Tiểu Bình đã cho phép Thượng Hải tiến hành cải cách kinh tế, hướng tới toàn cầu hóa. Nguồn thuế thu tại Thượng Hải vẫn đóng góp cho Trung ương giảm từ 70% xuống chỉ còn 20%. Các Thị trưởng Thượng Hải phụ trách kinh tế thành phố. Một trong những địa điểm quan trọng đối với sự phát triển được thành lập đó là quận Phố Đông, dẫn đến sự ra đời của khu vực Lục Gia Chủy.

### Lãnh đạo kinh tế

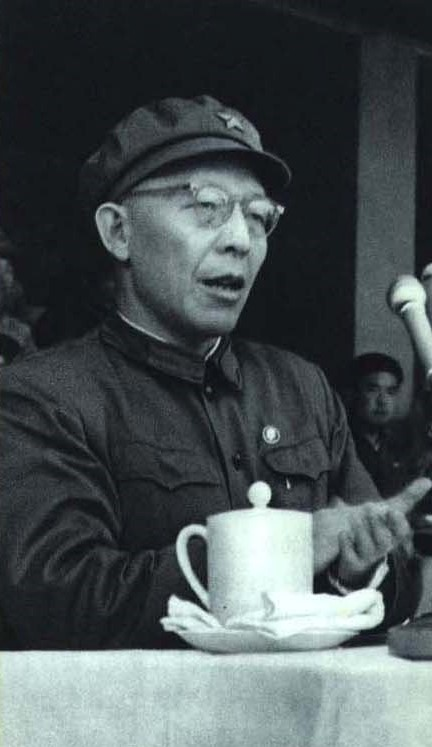
Tứ nhân bang Trương Xuân Kiều (1917 – 2005), Lãnh đạo Quốc gia.

Năm Lãnh đạo cấp Phó Quốc gia thực tế là Nguyên soái Trần Nghị, Phó Tổng lý Kha Khánh Thi, Thượng tướng Tô Chấn Hoa, Bí thư Ban Bí thư Bành Xung và Trần Lương Vũ (陈良宇. 1946), Ủy viên Bộ Chính trị khóa XVI, Bí thư Thượng Hải. Trần Lương Vũ đã công tác cả đời ở Thượng Hải, góp sức phát triển Thượng Hải nhiều mặt đáng kể. Có thể kể tới ông xây dựng mạng lưới giao thông đường sắt trên cao, đường ngầm và đường bộ phát triển, tăng số lượng xe cộ Thượng Hải 3,5 lần, tốc độ trung bình trong thành phố cũng tăng từ 10 km/h lên đến 25 km/h, nối kết Phố Đông và Phố Tây bằng bốn cây cầu bắc ngang sông Hoàng Phố, tăng diện tích nhà ở của người dân trung bình từ 6,6 mét vuông/người năm 1990 lên tới 12,1 mét vuông/người năm 2001. Ông đã đưa ra chính sách hợp tác với Đài Loan trong phát triển, trao đổi kinh tế, văn hoá, khoa học kỹ thuật, chủ trì nhiều hội nghị lớn bàn về xây dựng các công trình quan trọng như hệ thống cảng biển, xây dựng ngành công nghệ thông tin, bảo hiểm xã hội, chính sách thu hút nhân tài hải ngoại, giành quyền cho Expo 2010 Thượng Hải Trung Quốc, tiến hành kế hoạch hiện đại hóa cuộc sống người dân Thượng Hải, thuyết phục công ty lớn như General Motors, Honeywell International chuyển trụ sở từ Singapore sang Thượng Hải. Tuy nhiên, ông cũng là người giữ vai trò chủ chốt trong việc gây ra tình trạng tham nhũng nghiêm trọng ở Trung Quốc thập niên đầu thế kỷ XXI. Năm 2006, ông bị bắt, phán quyết 18 năm tù.
| “                                                                              | "Tôi thực sự xin lỗi Đảng, xin lỗi nhân dân Thượng Hải, xin lỗi gia đình." "我对不起党，对不起上海人民，对不起我的家人。" | ” |
| — Trần Lương Vũ xin lỗi tại phiên xét xử ở Tòa án Nhân dân Thiên Tân năm 2008. | |   |

## Danh sách Thị trưởng Chính phủ Nhân dân thành phố Thượng Hải
Từ năm 1949 đến nay, Chính phủ Nhân dân thành phố Thượng Hải có 17 Thị trưởng Chính phủ Nhân dân.
| STT                                                               | Họ tên                                                           | Quê quán                                                         | Sinh năm                                                         | Nhiệm kỳ                                                         | Chức vụ về sau (gồm hiện) quan trọng | Chức vụ trước, tình trạng                                                                                           |
| Thị trưởng Chính phủ Nhân dân thành phố Thượng Hải (1949 - 1955)  | Thị trưởng Chính phủ Nhân dân thành phố Thượng Hải (1949 - 1955) | Thị trưởng Chính phủ Nhân dân thành phố Thượng Hải (1949 - 1955) | Thị trưởng Chính phủ Nhân dân thành phố Thượng Hải (1949 - 1955) | Thị trưởng Chính phủ Nhân dân thành phố Thượng Hải (1949 - 1955) | Thị trưởng Chính phủ Nhân dân thành phố Thượng Hải (1949 - 1955) | Thị trưởng Chính phủ Nhân dân thành phố Thượng Hải (1949 - 1955)                                                    |
| ----------------------------------------------------------------- | ---------------------------------------------------------------- | ---------------------------------------------------------------- | ---------------------------------------------------------------- | ---------------------------------------------------------------- | --- | --- |
| 1                                                                 | Trần Nghị 陈 毅                                                  | Lạc Chí, Tứ Xuyên                                                | 1901 - 1972                                                      | 05/1949 - 02/1955                                                | Nguyên soái Cộng hòa Nhân dân Trung Hoa (Thập Đại), Nguyên Ủy viên Bộ Chính trị Đảng Cộng sản Trung Quốc khóa VIII, Nguyên Phó Tổng lý Quốc vụ viện Trung Quốc, Nguyên Phó Chủ tịch Ủy ban Quân sự Trung ương Đảng Cộng sản Trung Quốc, Nguyên Bộ trưởng Ngoại giao Cộng hòa Nhân dân Trung Hoa, Nguyên Bí thư Thành ủy thành phố Thượng Hải, Nguyên Hiệu trưởng Đại học Ngoại giao Trung Quốc.                                                                    | Lãnh đạo Thượng Hải đầu tiên. Nhà quân sự, Lãnh đạo cấp Phó Quốc gia. Qua đời năm 1972 tại Bắc Kinh.                |
| Thị trưởng Ủy ban Nhân dân thành phố Thượng Hải (1955 - 1968)     |                                                                  |                                                                  |                                                                  |                                                                  | | |
| 1                                                                 | Trần Nghị                                                        | Lạc Chí, Tứ Xuyên                                                | 1901 - 1972                                                      | 02/1955 - 11/1958                                                | Nguyên soái Cộng hòa Nhân dân Trung Hoa (Thập Đại), Nguyên Phó Tổng lý Quốc vụ viện Trung Quốc, Nguyên Bí thư Thành ủy thành phố Thượng Hải. | Qua đời năm 1972 tại Bắc Kinh.                                                                                      |
| 2                                                                 | Kha Khánh Thi 柯庆施                                             | Hấp, An Huy                                                      | 1902 - 1965                                                      | 11/1958 - 04/1965                                                | Nguyên Ủy viên Bộ Chính trị Đảng Cộng sản Trung Quốc khóa 8, Nguyên Phó Tổng lý Quốc vụ viện Trung Quốc, Nguyên Bí thư Thành ủy thành phố Thượng Hải, Nguyên Bí thư Tỉnh ủy tỉnh Giang Tô. | Lãnh đạo cấp Phó Quốc gia. Qua đời năm 1965 tại Thành Đô.                                                           |
| 3                                                                 | Tào Địch Thu 曹荻秋                                              | Tư Dương Tứ Xuyên                                                | 1909 - 1976                                                      | 11/1965 - 02/1967                                                | Nguyên Thị trưởng Trùng Khánh (cấp Phó tỉnh). | Qua đời năm 1976 tại Thượng Hải.                                                                                    |
| Chủ nhiệm Ủy ban Công xã tạm thời thành phố Thượng Hải (1967)     |                                                                  |                                                                  |                                                                  |                                                                  | | |
| 4                                                                 | Trương Xuân Kiều                                                 | Hà TrạchSơn Đông                                                 | 1917 - 2005                                                      | 02/1967                                                          | Chủ nhiệm Ủy ban Công xã tạm thời thành phố Thượng Hải. | Qua đời năm 2005 tại Bắc Kinh.                                                                                      |
| Chủ nhiệm Ủy ban Cách mạng thành phố Thượng Hải (1967 - 1980)     |                                                                  |                                                                  |                                                                  |                                                                  | | |
| 4                                                                 | Trương Xuân Kiều 张春桥                                          | Hà TrạchSơn Đông                                                 | 1917 - 2005                                                      | 02/1967 - 10/1976                                                | Nguyên Ủy viên Ban Thường vụ Bộ Chính trị Đảng Cộng sản Trung Quốc khóa X (1973 - 1976), Nguyên Phó Tổng lý Quốc vụ viện Trung Quốc, Phó Tổ trưởng Tiểu tổ Cách mạng văn hóa Trung ương, Nguyên Bí thư thứ nhất Thành ủy thành phố Thượng Hải, Nguyên Thường vụ Ủy ban Quân sự Trung ương Đảng Cộng sản Trung Quốc, Nguyên Chủ nhiệm Tổng cục Chính trị Quân Giải phóng Nhân dân Trung Quốc.                                                                       | Lãnh đạo Quốc gia vị trí thứ tám (1973 - 1976). Tứ nhân Bang Trương Xuân Kiều. Qua đời năm 2005 tại Bắc Kinh.       |
| 5                                                                 | Tô Chấn Hoa 苏振华                                               | Bình Giang Hồ Nam                                                | 1912 - 1979                                                      | 10/1976 - 01/1979                                                | Thượng tướng Quân Giải phóng Nhân dân Trung Quốc, Nguyên Ủy viên Bộ Chính trị Đảng Cộng sản Trung Quốc khóa X, XI, Nguyên Bí thư thứ nhất Thành ủy thành phố Thượng Hải, Nguyên Bí thư thứ nhất Tỉnh ủy tỉnh Quý Châu, Nguyên Chính ủy Hải quân Quân Giải phóng Nhân dân Trung Quốc, Nguyên Thường vụ Ủy ban Quân sự Trung ương Đảng Cộng sản Trung Quốc, | Lãnh đạo cấp Phó Quốc gia. Qua đời năm 1979 tại Bắc Kinh.                                                           |
| 6                                                                 | Bành Xung 彭冲                                                   | Chương Châu Phúc Kiến                                            | 1915 - 2010                                                      | 01/1979 - 12/1979                                                | Nguyên Ủy viên Bộ Chính trị Đảng Cộng sản Trung Quốc khóa XI, Nguyên Bí thư Ban Bí thư Ủy ban Trung ương Đảng Cộng sản Trung Quốc, Nguyên Phó Ủy viên trưởng Ủy ban Thường vụ Đại hội Đại biểu Nhân dân Toàn quốc, Nguyên Bí thư thứ nhất Thành ủy thành phố Thượng Hải, Nguyên Bí thư thứ nhất Tỉnh ủy tỉnh Giang Tô, Nguyên Tổng Thư ký Ủy ban Thường vụ Đại hội Đại biểu Nhân dân Toàn quốc Cộng hòa Nhân dân Trung Hoa, Nguyên Chủ tịch Chính Hiệp Thượng Hải. | Lãnh đạo cấp Phó Quốc gia. Qua đời năm 2010 tại Bắc Kinh.                                                           |
| Thị trưởng Chính phủ Nhân dân thành phố Thượng Hải (1980 đến nay) |                                                                  |                                                                  |                                                                  |                                                                  | | |
| 6                                                                 | Bành Xung 彭冲                                                   | Chương Châu Phúc Kiến                                            | 1915 - 2010                                                      | 12/1979 - 03/1980                                                | Nguyên Bí thư Ban Bí thư Ủy ban Trung ương Đảng Cộng sản Trung Quốc. | Qua đời năm 2010 tại Bắc Kinh.                                                                                      |
| 7                                                                 | Uông Đạo Hàm 汪道涵                                              | Hu Dị An Huy                                                     | 1915 - 2005                                                      | 05/1981 - 07/1985                                                | Nguyên Hội trưởng Hiệp hội Quan hệ Lưỡng eo Đài Loan, Nguyên Thị trưởng Thành phố Thượng Hải. | Qua đời năm 2005 ở An Huy.                                                                                          |
| 8                                                                 | Giang Trạch Dân 江泽民                                           | Giang Đô Giang Tô                                                | 1926                                                             | 07/1985 - 04/1988                                                | Nguyên Ủy viên Ban Thường vụ Bộ Chính trị Đảng Cộng sản Trung Quốc khóa XIII, XIV, XV (1987 - 2002), Nguyên Tổng Bí thư Đảng Cộng sản Trung Quốc, Nguyên Chủ tịch nước Cộng hòa Nhân dân Trung Hoa, Nguyên Chủ tịch Quân ủy Trung ương Đảng Cộng sản Trung Quốc, Nguyên Chủ tịch Ủy ban Quân sự Trung ương Cộng hòa Nhân dân Trung Hoa, Nguyên Bí thư Thành ủy thành phố Thượng Hải, Nguyên Bộ trưởng Bộ Công nghiệp Điện tử Trung Quốc                            | Nhà Lãnh đạo Quốc gia Tối cao (1989 - 2002).                                                                        |
| 9                                                                 | Chu Dung Cơ 朱镕基                                               | Trường Sa Hồ Nam                                                 | 1928                                                             | 04/1988 - 04/1991                                                | Nguyên Ủy viên Ban Thường vụ Bộ Chính trị Đảng Cộng sản Trung Quốc khóa XIV, XV (1992 - 2002), Nguyên Tổng lý Quốc vụ viện Cộng hòa Nhân dân Trung Hoa, Nguyên Phó Tổng lý thứ nhất Quốc vụ viện Cộng hòa Nhân dân Trung Hoa, Nguyên Bí thư Thành ủy thành phố Thượng Hải, Nguyên Thống đốc Ngân hàng Nhân dân Trung Quốc. | Nhà Lãnh đạo Quốc gia vị trí thứ năm, thứ ba (1992 - 2002).                                                         |
| 10                                                                | Hoàng Cúc 黄菊                                                   | Gia Hưng Chiết Giang                                             | 1938 - 2007                                                      | 04/1991 - 02/1995                                                | Nguyên Ủy viên Ban Thường vụ Bộ Chính trị Đảng Cộng sản Trung Quốc khóa XVI (2002 - 2007), Nguyên Phó Tổng lý thứ nhất Quốc vụ viện Cộng hòa Nhân dân Trung Hoa, kiêm Phó Bí thư Đảng tổ Quốc vụ viện, Nguyên Bí thư Thành ủy thành phố Thượng Hải. | Nhà Lãnh đạo Quốc gia vị trí thứ sáu (2002 - 2007). Qua đời khi còn công tác năm 2007 tại Bắc Kinh.                 |
| 11                                                                | Từ Khuông Địch 徐匡迪                                            | Gia Hưng Chiết Giang                                             | 1937                                                             | 02/1995 - 12/2001                                                | Nguyên Phó Chủ tịch Ủy ban Toàn quốc Hội nghị Hiệp thương Chính trị Nhân dân Trung Quốc, Nguyên Viện trưởng Học viện Kỹ thuật Trung Quốc. | Trước đó là Phó Bí thư Thành ủy thành phố Thượng Hải.                                                               |
| 12                                                                | Trần Lương Vũ 陈良宇                                             | Ninh Ba Chiết Giang                                              | 1946                                                             | 02/2002 - 02/2003                                                | Nguyên Ủy viên Bộ Chính trị Đảng Cộng sản Trung Quốc khóa XVI, Nguyên Bí thư Thành ủy thành phố Thượng Hải. | Lãnh đạo cấp Phó Quốc gia. Trước đó là Phó Bí thư Thành ủy thành phố Thượng Hải. Bị bắt vì tội tham nhũng năm 2006. |
| 13                                                                | Hàn Chính 韩正                                                   | Thượng Hải                                                       | 1954                                                             | 02/2003 - 12/2012                                                | Ủy viên Ban Thường vụ Bộ Chính trị Đảng Cộng sản Trung Quốc khóa XIX, Phó Tổng lý thứ nhất Quốc vụ viện Cộng hòa Nhân dân Trung Hoa, kiêm Phó Bí thư Đảng tổ Quốc vụ viện, Nguyên Bí thư Thành ủy thành phố Thượng Hải. | Nhà Lãnh đạo Quốc gia vị trí thứ bảy (2017 -).                                                                      |
| 14                                                                | Dương Hùng 杨雄                                                  | Thượng Hải                                                       | 1953                                                             | 12/2012 - 01/2017                                                | Nguyên Thị trưởng Thượng Hải. | Trước đó là Phó Thị trưởng thường trực.                                                                             |
| 15                                                                | Ứng Dũng 应勇                                                    | Tín Dương Hà Nam                                                 | 1957                                                             | 01/2017 - 03/2020                                                | Ủy viên Ủy ban Trung ương Đảng Cộng sản Trung Quốc khóa XIX, Phó Bí thư Thành ủy thành phố Thượng Hải, Thị trưởng Chính phủ Nhân dân thành phố Thượng Hải. | Trước đó là Thị trưởng Chính phủ Nhân dân thành phố Trùng Khánh.                                                    |
| 16                                                                | Cung Chính                                                       | Tô Châu, Giang Tô                                                | 1960 -                                                           | 03/2020 -                                                        | Ủy viên Ủy ban Trung ương Đảng Cộng sản Trung Quốc khóa XIX, Phó Bí thư Thành ủy thành phố Thượng Hải, Quyền Thị trưởng Chính phủ Nhân dân thành phố Thượng Hải. | Trước đó là Tỉnh trưởng Chính phủ Nhân dân tỉnh Sơn Đông.                                                           |

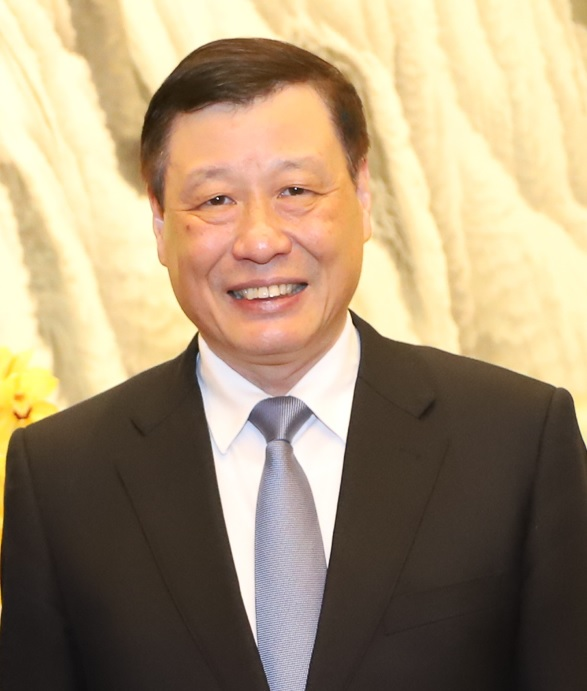
Ứng Dũng (1957), Ủy viên khóa XIX, Thị trưởng Thượng Hải hiện tại.
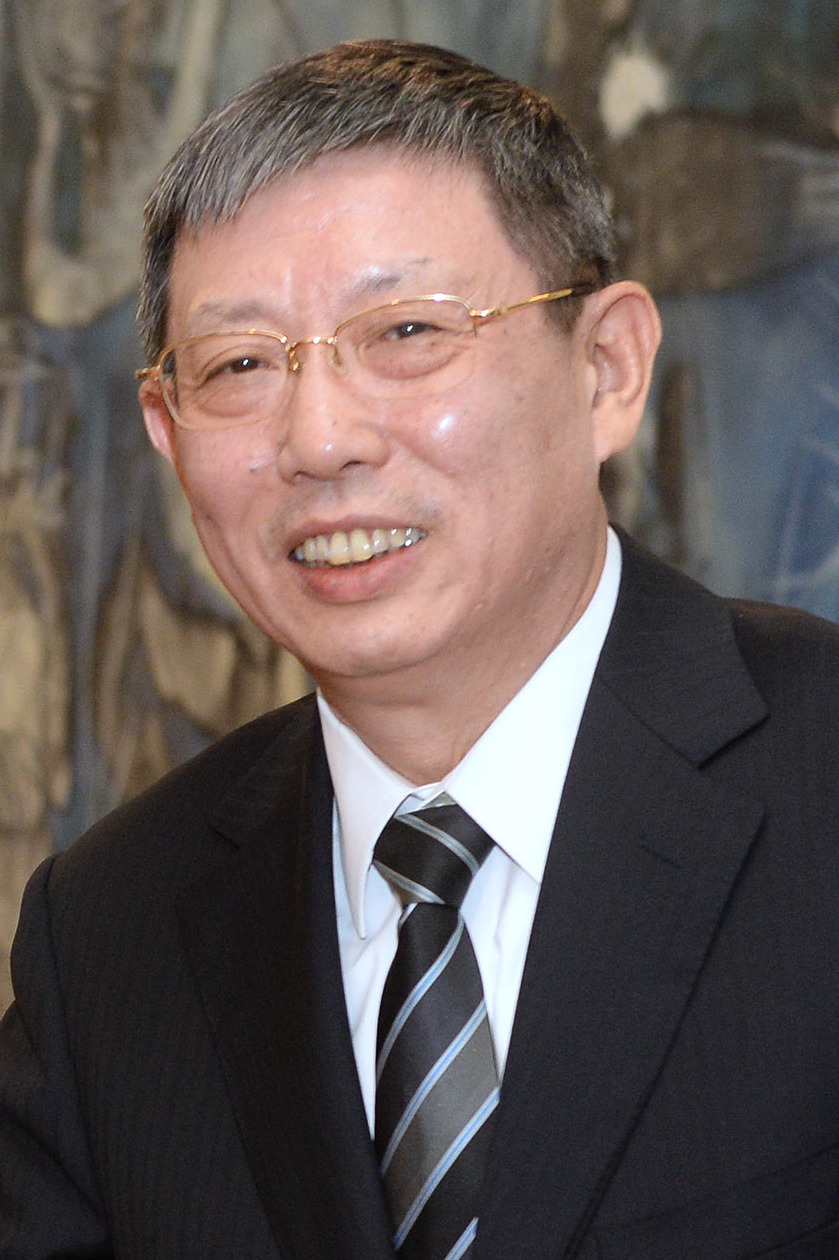
Dương Hùng (1953), Thị trưởng Thượng Hải 2012 - 2017.
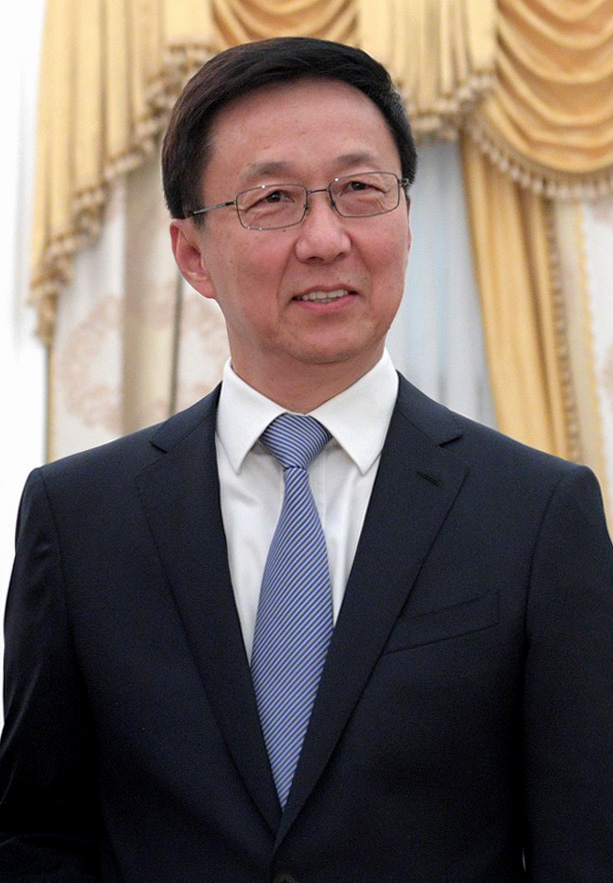
Hàn Chính (1954), Lãnh đạo Quốc gia, Phó Tổng lý thứ nhất Quốc vụ viện, Thị trưởng Thượng Hải 2003 - 2012.
Trần Lương Vũ (1947), Lãnh đạp cấp Phó Quốc gia, Thị trưởng Thượng Hải 2002 - 2003.
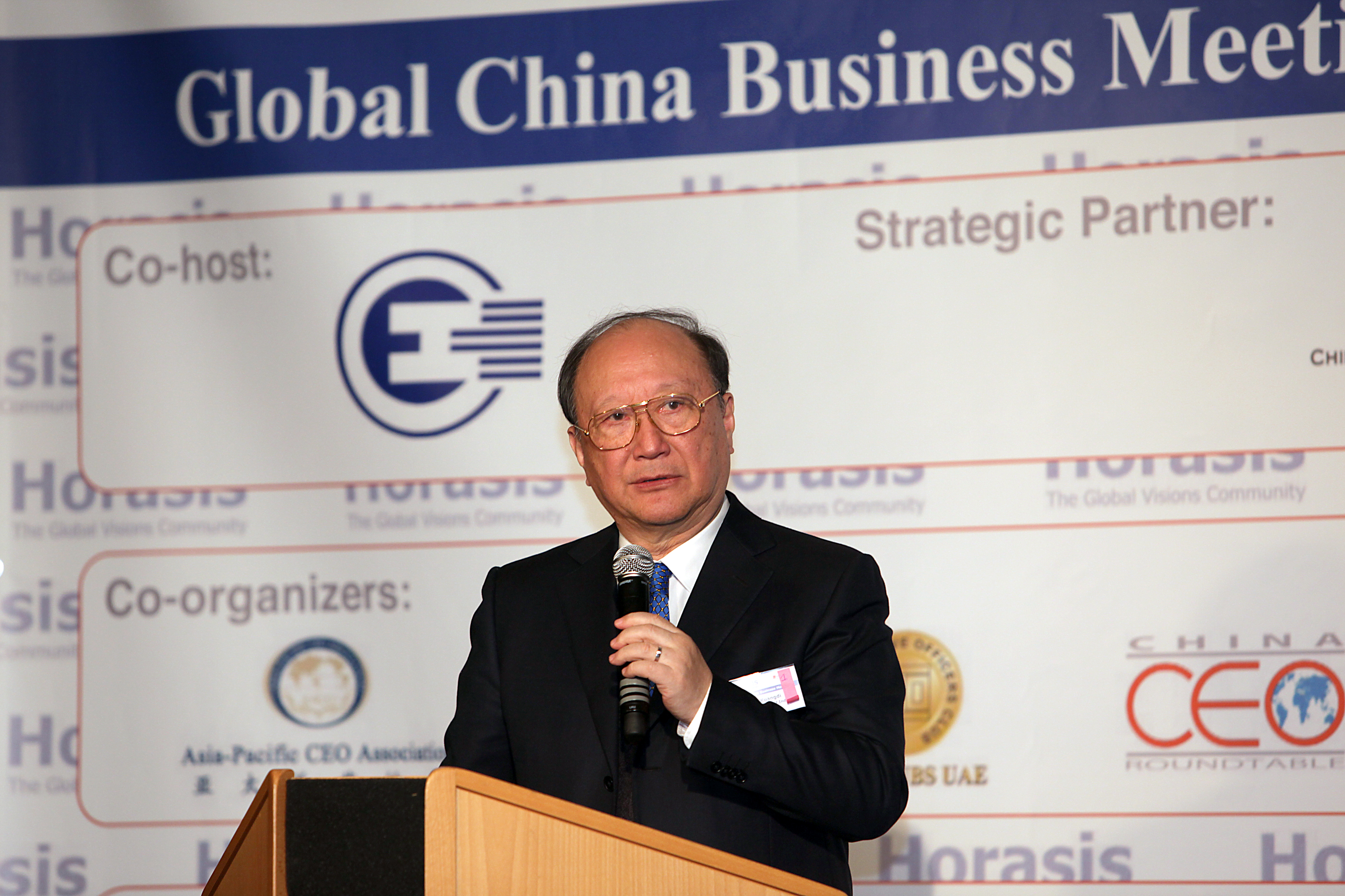
Từ Khuông Địch (1937), Thị trưởng Thượng Hải 1995 - 2001.
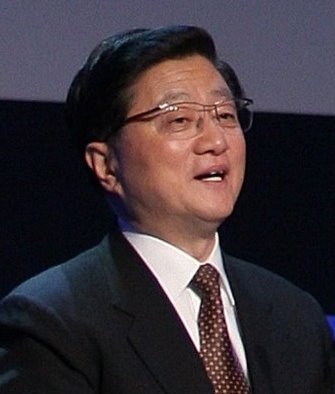
Hoàng Cúc (1938 - 2007), Lãnh đạo Quốc gia, Phó Tổng lý thứ nhất Quốc vụ viện, Thị trưởng Thượng Hải 1991 - 1995.
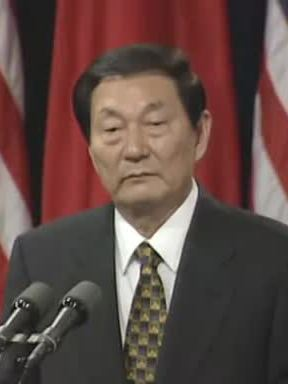
Chu Dung Cơ (1928), Lãnh đạo Quốc gia, Tổng lý Quốc vụ viện, Thị trưởng Thượng Hải 1988 - 1991.
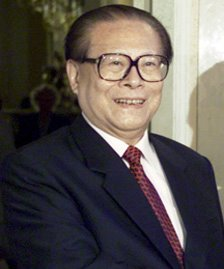
Giang Trạch Dân (1926), Lãnh đạo Quốc gia Tối cao (1989 - 2002), Thị trưởng Thượng Hải 1985 - 1988.
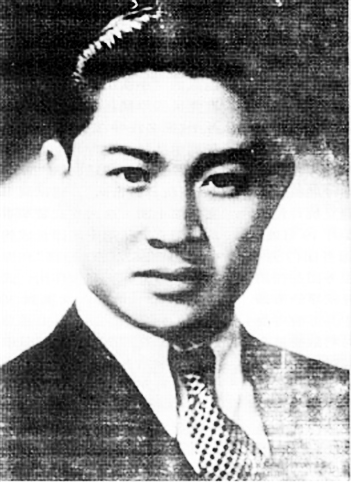
Uông Đạo Hàm (1915 - 2005), Thị trưởng Thượng Hải 1981 - 1985.
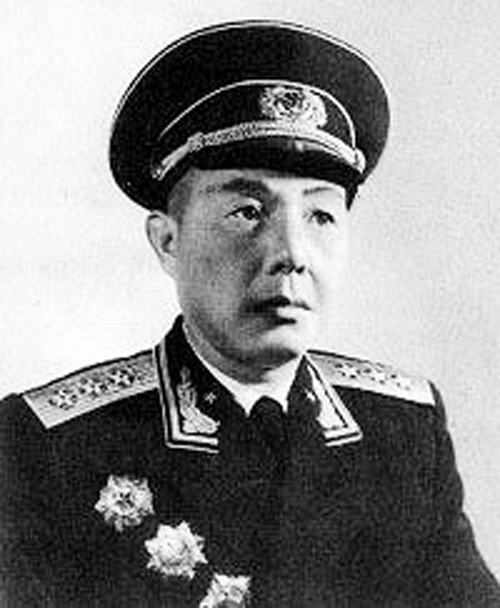
Thượng tướng Tô Chấn Hoa (1912 - 1979), Lãnh đạo cấp Phó Quốc gia, Chủ nhiệm Thượng Hải 1976 - 1979.
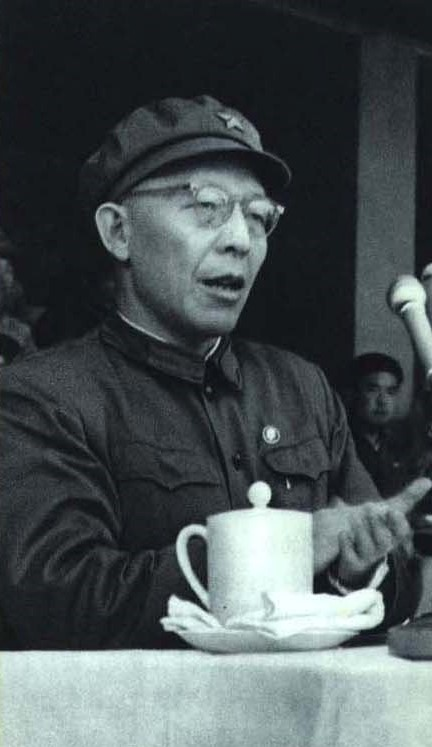
Tứ nhân Bang Trương Xuân Kiều (1917 - 2005), Lãnh đạo Quốc gia, Chủ nhiệm Thượng Hải 1967 - 1976.
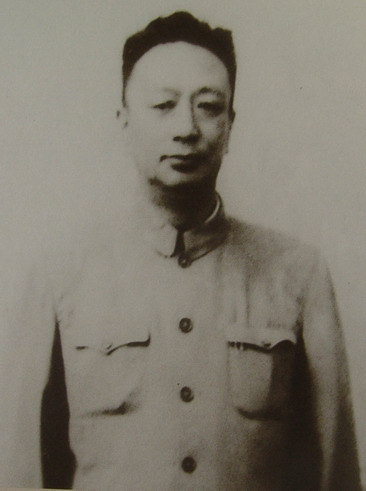
Kha Khánh Thi (1902 - 1965), Lãnh đạo cấp Phó Quốc gia, Thị trưởng Thượng Hải 1958 - 1965.
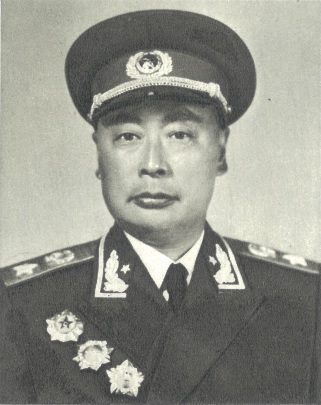
Nguyên soái Trần Nghị (1901 - 1972), Lãnh đạo cấp Phó Quốc gia, Thị trưởng Thượng Hải đầu tiên 1949 - 1958.

## Tên gọi khác của chức vụ Thị trưởng Chính phủ Nhân dân

Thượng Hải

#### Thị trưởng Chính phủ Nhân dân thành phố Thượng Hải (1949 - 1955)
- Trần Nghị, Thị trưởng Chính phủ Nhân dân thành phố Thượng Hải (1949 - 1955).

#### Thị trưởng Ủy ban Nhân dân thành phố Thượng Hải(1955 - 1967)
- Trần Nghị, Thị trưởng Ủy ban Nhân dân thành phố Thượng Hải (1955 - 1958).
- Kha Khánh Thi, Thị trưởng Ủy ban Nhân dân thành phố Thượng Hải (1958 - 1965).
- Tào Địch Thu, Thị trưởng Ủy ban Nhân dân thành phố Thượng Hải (1965 - 1967).

#### Chủ nhiệm Ủy ban Công xã tạm thời Thượng Hải (1967)
- Trương Xuân Kiều, Chủ nhiệm Ủy ban Công xã tạm thời Thượng Hải 1967.

#### Chủ nhiệm Ủy ban Cách mạng thành phố Thượng Hải(1967 - 1979)
- Trương Xuân Kiều, Chủ nhiệm Ủy ban Cách mạng thành phố Thượng Hải (1967 - 1976).
- Tô Chấn Hoa, Chủ nhiệm Ủy ban Cách mạng thành phố Thượng Hải (1976 - 1979).
- Bành Xung, Chủ nhiệm Ủy ban Cách mạng thành phố Thượng Hải (1979).

## Các lãnh đạo quốc gia Trung Quốc từng là Thị trưởng Chính phủ Nhân dân thành phố Thượng Hải

Bản đồ Thượng Hải.

Thượng Hải là thành phố đặc biệt, thủ đô kinh tế cuối thế kỷ XX, đầu thế kỷ XXI trên đánh giá chung. Từ năm 1949 đến 2020, Thượng Hải có 15 Thị trưởng, trong đó có một Nhà Lãnh đạo Quốc gia Tối cao từng giữ vị trí, đó là Giang Trạch Dân.
- Giang Trạch Dân (1926), Ủy viên Ban Thường vụ Bộ Chính trị Đảng Cộng sản Trung Quốc khóa XIII, XIV, XV (1987 - 2002), Tổng Bí thư Đảng Cộng sản Trung Quốc, Chủ tịch nước Cộng hòa Nhân dân Trung Hoa, Chủ tịch Quân ủy Trung ương Đảng Cộng sản Trung Quốc, Chủ tịch Ủy ban Quân sự Trung ương Cộng hòa Nhân dân Trung Hoa, Bí thư Thành ủy thành phố Thượng Hải. Ông là Lãnh đạo Quốc gia Tối cao thứ tư giai đoạn 1989 - 2002 trên lý thuyết, 1997 - 2002 trên thực tế, kế vị Đặng Tiểu Bình.

Có tới bốn Lãnh đạo Quốc gia từng giữ vị trí, đó là:
- Trương Xuân Kiều (1917 - 2005), Ủy viên Ban Thường vụ Bộ Chính trị Đảng Cộng sản Trung Quốc khóa X (1973 - 1976), Phó Tổng lý Quốc vụ viện Trung Quốc, Phó Tổ trưởng Tiểu tổ Cách mạng văn hóa Trung ương, Bí thư thứ nhất Thành ủy thành phố Thượng Hải, Thường vụ Ủy ban Quân sự Trung ương Đảng Cộng sản Trung Quốc. Ông là Lãnh đạo Quốc gia vị trí thứ tám (1973 - 1976), là một trong Tứ nhân bang, một trong các lãnh đạo của Đại Cách mạng Văn hóa vô sản. Năm 1976, ông bị thanh trừng, giam lỏng cho đến khi qua đời.
- Chu Dung Cơ (1928), Ủy viên Ban Thường vụ Bộ Chính trị Đảng Cộng sản Trung Quốc khóa XIV, XV (1992 - 2002), Tổng lý Quốc vụ viện Cộng hòa Nhân dân Trung Hoa, Phó Tổng lý thứ nhất Quốc vụ viện Cộng hòa Nhân dân Trung Hoa, Bí thư Thành ủy thành phố Thượng Hải. Ông là Lãnh đạo Quốc gia vị trí thứ năm (1992 - 1997), thứ ba (1997 - 2002), Tổng lý lãnh đạo kinh tế (tên gọi khác của Thủ tướng).
- Hoàng Cúc (1938 - 2007), Ủy viên Ban Thường vụ Bộ Chính trị Đảng Cộng sản Trung Quốc khóa XVI (2002 - 2007), Phó Tổng lý thứ nhất Quốc vụ viện Cộng hòa Nhân dân Trung Hoa, kiêm Phó Bí thư Đảng tổ Quốc vụ viện, Bí thư Thành ủy thành phố Thượng Hải. Ông là Lãnh đạo Quốc gia vị trí thứ sáu (2002 - 2007), Phó Tổng lý thường trực nhưng đột ngột qua đời năm 2007.
- Hàn Chính (1954), Ủy viên Ban Thường vụ Bộ Chính trị Đảng Cộng sản Trung Quốc khóa XIX, Phó Tổng lý thứ nhất Quốc vụ viện Cộng hòa Nhân dân Trung Hoa, kiêm Phó Bí thư Đảng tổ Quốc vụ viện, Bí thư Thành ủy thành phố Thượng Hải. Ông là Lãnh đạo Quốc gia vị trí thứ bảy đương đại, Phó Tổng lý thường trực, phụ tá của Lãnh tụ Tập Cận Bình.

Trong các Thị trưởng Thượng Hải, còn có tới năm Lãnh đạo cấp Phó Quốc gia từng giữ vị trí, đó là:
- Trần Nghị (1901 - 1972), Nguyên soái Cộng hòa Nhân dân Trung Hoa, Ủy viên Bộ Chính trị Đảng Cộng sản Trung Quốc khóa VIII, Phó Tổng lý Quốc vụ viện Trung Quốc, Phó Chủ tịch Ủy ban Quân sự Trung ương Đảng Cộng sản Trung Quốc, Bộ trưởng Ngoại giao Cộng hòa Nhân dân Trung Hoa, Bí thư Thành ủy thành phố Thượng Hải. Ông là Lãnh đạo cấp Phó Quốc gia một trong Thập đại Nguyên soái Trung Quốc, Thị trưởng Thượng Hải đầu tiên, Bộ trưởng Ngoại giao và Phó Tổng lý nhiều năm.
- Kha Khánh Thi (1902 - 1965), Ủy viên Bộ Chính trị Đảng Cộng sản Trung Quốc khóa 8, Phó Tổng lý Quốc vụ viện Trung Quốc, Bí thư Thành ủy thành phố Thượng Hải. Ông là Lãnh đạo cấp Phó Quốc gia, Thị trưởng Thượng Hải thứ hai, đột ngột qua đười năm 1965 khi đang công tác.
- Tô Chấn Hoa (1912 - 1979), Thượng tướng Quân Giải phóng Nhân dân Trung Quốc, Ủy viên Bộ Chính trị Đảng Cộng sản Trung Quốc khóa X, XI, Bí thư thứ nhất Thành ủy thành phố Thượng Hải. Ông là Lãnh đạo cấp Phó Quốc gia, Chính ủy Hải quân, qua đời năm 1979 khi còn công tác ở Thượng Hải.
- Bành Xung (1915 - 2010), Ủy viên Bộ Chính trị Đảng Cộng sản Trung Quốc khóa XI, Bí thư Ban Bí thư Ủy ban Trung ương Đảng Cộng sản Trung Quốc, Phó Ủy viên trưởng Ủy ban Thường vụ Đại hội Đại biểu Nhân dân Toàn quốc, Bí thư thứ nhất Thành ủy thành phố Thượng Hải. Ông là Lãnh đạo cấp Phó Quốc gia.
- Trần Lương Vũ (1946), Ủy viên Bộ Chính trị Đảng Cộng sản Trung Quốc khóa XVI, Bí thư Thành ủy thành phố Thượng Hải. Ông là Lãnh đạo cấp Phó Quốc gia, công tác cả đời ở Thượng Hải. Ông đã tham những, bị bắt tù 18 năm năm 2007.